# Opatovská Nová Ves
Opatovská Nová Ves (węg. Apátújfalu) – wieś (obec) na Słowacji położona w kraju bańskobystrzyckim, w powiecie Veľký Krtíš. Pierwsze wzmianki o miejscowości pochodzą z 1323 roku.
Według danych z dnia 31 grudnia 2012 roku, wieś zamieszkiwało 711 osób, w tym 357 kobiet i 354 mężczyzn.
W 2001 roku rozkład populacji względem narodowości i przynależności etnicznej wyglądał następująco:
- Słowacy – 28,98%
- Romowie – 0,16%
- Węgrzy – 70,08%

Ze względu na wyznawaną religię struktura mieszkańców kształtowała się w 2001 roku następująco:
- Katolicy rzymscy – 97,48%
- Ewangelicy – 1,42%
- Ateiści – 0,47%
- Nie podano – 0,31%